# Gertschiola macrostyla
Gertschiola macrostyla is een spinnensoort uit de familie trilspinnen (Pholcidae). De soort komt voor in Argentinië.